# Clóvis Chiaradia
Clóvis Chiaradia (Botucatu, 2 de dezembro de 1934 - Bauru, 14 de agosto de 2021) foi um médico, político, pesquisador e escritor brasileiro. Formou-se em medicina pela Universidade Federal do Paraná (UFPR) em 1965, mudando-se para Ourinhos no mesmo ano, onde exerceu a profissão de médico anestesiologista. Casou-se com a professora Adelheid Maria Litzinger, contemporânea de faculdade, com quem teve 3 filhos. Foi eleito pelo Movimento Democrático Brasileiro (MDB) de Ourinhos em três ocasiões, duas como vice-prefeito (1983-1988 e 1997-2000) e uma como prefeito (1989-1992). Teve seu mandato marcado pela construção de casas populares, a escolha do Hino Municipal, a criação da Secretaria da Educação e a implementação de grandes conjuntos residenciais. Lançou em 2008 o Dicionário de Palavras Brasileiras de Origem Indígena, obra com mais de 30 mil verbetes, fruto de 30 anos de pesquisa e escrita. Morreu em Bauru, dia 14 de agosto de 2021, aos 86 anos por problemas renais.